# Commission Locale d’Information et de Surveillance
Commission Locale d´Information et de Surveillance (dt. lokaler Ausschuss zur Information und Überwachung) bezeichnet Ausschüsse, welche in Frankreich eingerichtet werden zur Beobachtung und Überwachung öffentlichkeits- und sicherheitsrelevanter Projekte und Anlagen.

Sie sind in der Regel besetzt mit Vertretern und Entsandten von Betreibern, Kontrollorganisationen, Überwachungsbehörden, Journalisten sowie lokalen Verwaltungsgremien. In der CLIS des elsässischen Kernkraftwerks Fessenheim (F) haben auch Behördenvertreter und weitere Teilnehmer aus Deutschland und der Schweiz Sitz.